# Lennart Berns (militär)
Hans Lennart Berns, född 11 juni 1940 i Stockholm, är en svensk militär. 
Berns tog officersexamen 1965. Två år senare deltog han i FN-bataljon 36 i Cypern där han arbetade fram till 1968. Åren 1970–1973 tjänstgjorde han vid Milostab NN i Östersund och 1975–1994 tillhörde han gamla Flygstaben, där han sist var överstelöjtnant. 
År 1981 var han sekreterare i Neutral Nations Supervisory Commission i Korea. Berns arbetade åren 1989 till 1992 som huvudlärare på Flygvapnets krigshögskola, vilket följdes av arbete vid Högkvarteret 1994–1999. Han var under en 20-årsperiod tillika Flygvapnets speaker vid flyguppvisningar i Sverige och utomlands. 
Berns har medarbetat i Bra Böckers Lexikon 2000 samt i Nationalencyklopedin som flygexpert. Därutöver har han även arbetat som flyg- och resejournalist samt som bokförläggare. Åren 2008–2011 och 2016 var han ordförande för Sveriges Turistjournalister och han anställdes 1999 som kanslichef för  Svensk Flyghistorisk Förening fram till 2011. Det senare följdes av ett arbete som arkivchef, ett uppdrag han hade 2011–2018.  Vidare är Berns även ledamot i Försvarets traditionsnämnd samt i Flyghistoriska akademin.
Flugna militära flygplanstyper som pilot eller besättning: Saab SK 50 Safir, de Havilland J 28 Vampire, Saab SK 60, Saab A och J 32 Lansen.

### Stipendier och utmärkelser
- 1992 Nationalencyklopedins författarstipendium
- 1992 H M Konungens medalj för Nit och Redlighet i Rikets tjänst
- 1993 Förbundet Svenska Finlandsfrivilligas Frivilligkors
- 1994 KSAK:s silvermedalj
- 1994 Söderbergplaketten
- 2021 Svensk Flyghistorisk Förenings Mästarbrev